# Saturday Erimuya
Saturday Keigo Erimuya, född 10 januari 1998 i Benin City, är en nigeriansk fotbollsspelare.
Erimuya blev olympisk bronsmedaljör i fotboll vid sommarspelen 2016 i Rio de Janeiro.